# ملعب بلدية ماهاماسينا
ملعب بلدية ماهاماسينا هو ملعب متعدد الاستخدام يقع في أنتاناناريفو، مدغشقر. حاليا يستخدم من أجل مباريات كرة القدم و الرجبي. يسع الملعب 22 ألف كرسي ولكن من الممكن توسعته بشكل مؤقت إلى 40 ألف كرسي. في 2005 قتل شخصان خلال مباراة كايزر تشيفز الجنوب الأفريقي و رافينالا المدغشقري. في 2007 استضاف دورة ألعاب دول المحيط الهندي.